# Quadrula
Quadrula es un género de mejillones de agua dulce, moluscos bivalvos de la familia Unionidae, nativa de los ríos del Medio Oeste y cetro-sur de Estados Unidos.

## Especies

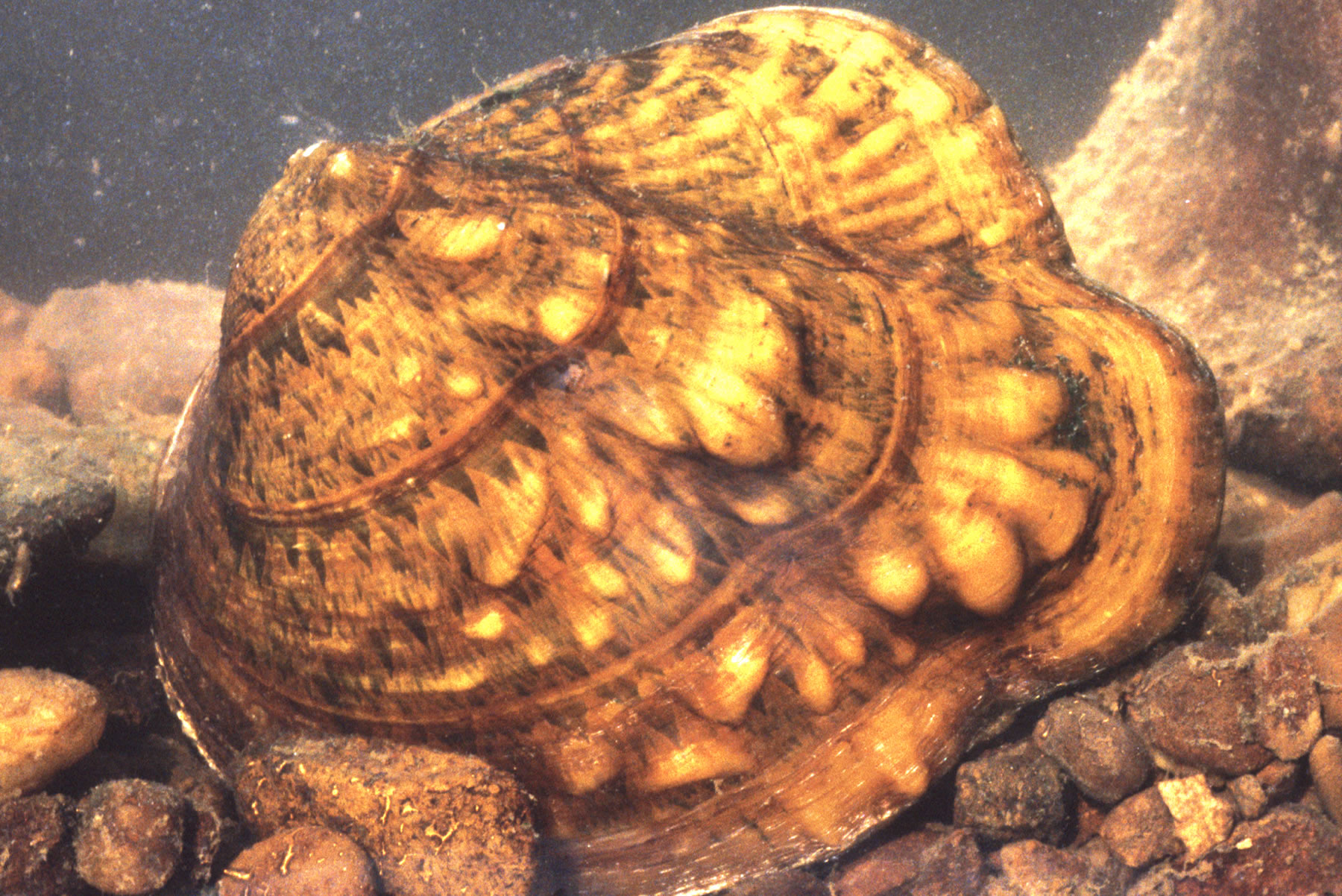
Quadrula metanevra

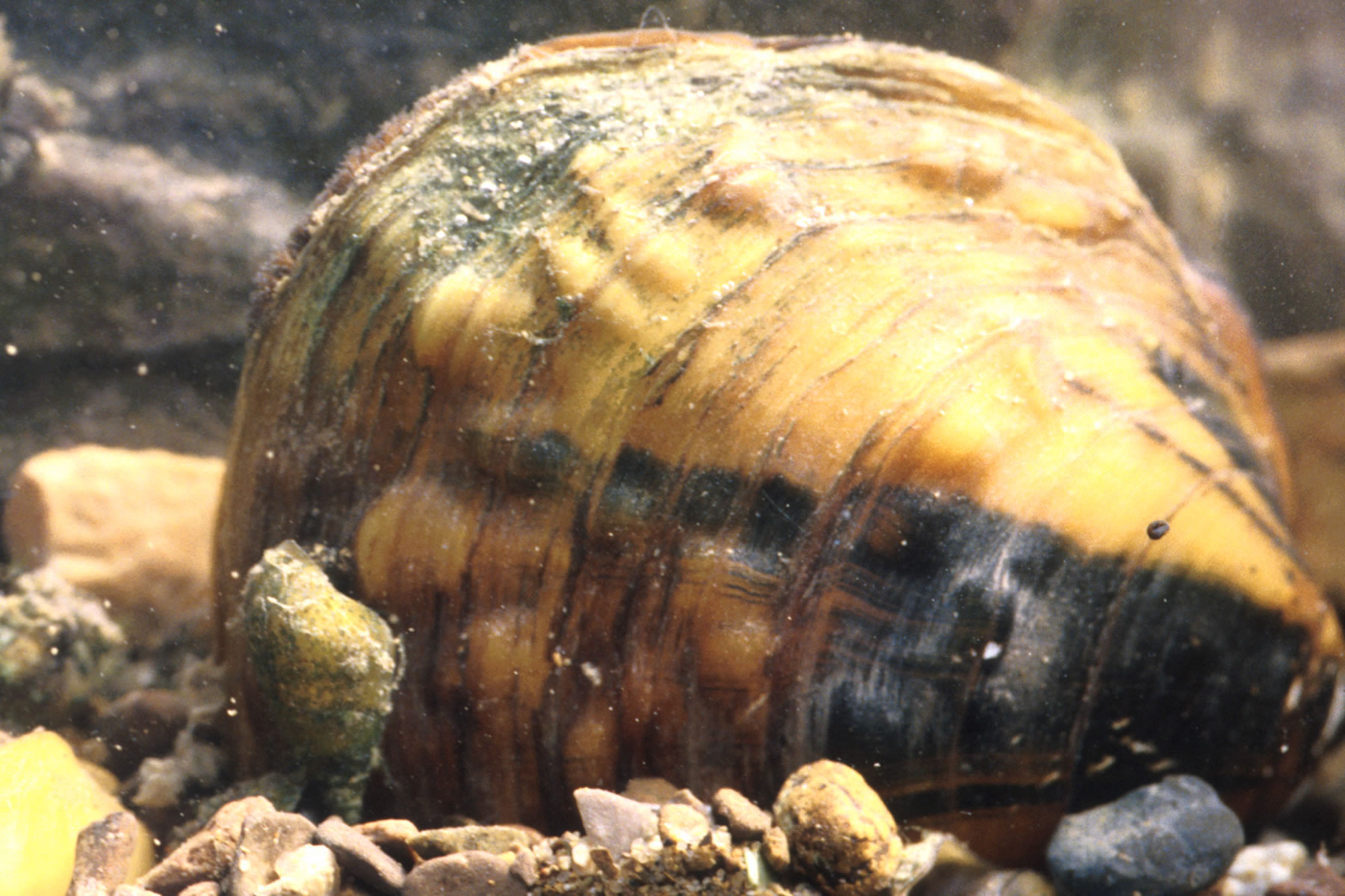
Quadrula pustulosa

- Quadrula apiculata
- Quadrula asperata
- Quadrula aurea
- Quadrula couchiana
- Quadrula cylindrica
- Quadrula fragosa
- Quadrula houstonensis
- Quadrula intermedia
- Quadrula kleiniana
- Quadrula metanevra
- Quadrula nobilis
- Quadrula nodulata
- Quadrula petrina
- Quadrula pustulosa
- Quadrula quadrula
- Quadrula refulgens
- Quadrula rumphiana
- Quadrula sparsa
- Quadrula stapes
- Quadrula succissa
- Quadrula tuberosa
- Quadrula verrucosa